# 朱玉学
朱玉学（1912年—1992年），男，湖北麻城人，中华人民共和国军事人物，中国人民解放军少将，曾任北京军区后勤部副政治委员。